# Le Cheval d'argent
Le Cheval d'argent (The Little White Horse), ou Le Secret de Moonacre, est un roman de l'écrivaine anglaise Elizabeth Goudge publié en 1946.

## Résumé
Maria Merryweather devient orpheline à treize ans. Elle est envoyée au manoir Moonacre, quelque part dans l'Ouest de l'Angleterre, en compagnie de sa gouvernante, Miss Heliotrope, et de son chien Wiggins. Au manoir, elle se retrouve dans un monde hors du temps. Elle y retrouve son cousin et tuteur Sir Benjamin Merryweather que Maria prend immédiatement en affection. Elle découvre qu'un ancien mystère entoure le manoir et la propriété. 
Elle sera aidée par des animaux enchantés et de bonnes gens, mais c'est uniquement par le don de soi et de la persévérance que Maria pourra sauver Moonacre et ramener la paix dans la vallée.

## Éditions françaises
En France, ce roman est paru sous trois titres différents. Le titre de la réédition la plus récente (Le Secret de Moonacre), porte le titre du film adapté du roman et tourné un an plus tôt que la sortie de la réédition du roman.
- 1951 : La Sœur des anges ; Le Petit Cheval blanc, d'Elizabeth Goudge ; traduit par Yvonne Girault, Paris : Plon, 257 p. (BNF 32184050)
- 1998 : Le Cheval d'argent, d'Elizabeth Goudge ; Éditions : À vue d'œil, collection : Nouvelles du monde,  (ISBN 9782912632128)
- 2009 : Le Secret de Moonacre, d'Elizabeth Goudge ; traduit par Josette Chicheportiche, Paris : Hachette, 333 p. (BNF 42004667),  (ISBN 978-2-01-201515-9)
- 2012 : Le Secret de Moonacre, d'Elizabeth Goudge ; traduit par Josette Chicheportiche, Paris : Le livre de poche jeunesse, 288 p. (BNF 43411418),  (ISBN 978-2-01-320063-9)

## Adaptations
Au cinéma
- 2008 : Le Secret de Moonacre, film fantasy anglo-français réalisé par Gabor Csupo, avec Tim Curry, Juliet Stevenson, Dakota Blue Richards, Ioan Gruffudd, Natascha McElhone

À la télévision
- 1994 : Moonacre, série télévisée britannique

## Sources
- Bibliothèque nationale de France
- (en) Library of Congress - 1re édition anglaise du roman